# Saint-Maixent-l’École
Saint-Maixent-l’École – miejscowość i gmina we Francji, w regionie Nowa Akwitania, w departamencie Deux-Sèvres. Nazwa miejscowości pochodzi od imienia św. Maksencjusza.
Według danych na rok 1990 gminę zamieszkiwały 6893 osoby, a gęstość zaludnienia wynosiła 1320 osób/km² (wśród 1467 gmin regionu Poitou-Charentes Saint-Maixent-l’École plasuje się na 19. miejscu pod względem liczby ludności, natomiast pod względem powierzchni na miejscu 1063.).